# Hallusale, Tirthahalli
Hallusale là một làng thuộc tehsil Tirthahalli, huyện Shimoga, bang Karnataka, Ấn Độ.